# ليوبيشا سبايتش
ليوبيشا سبايتش (مواليد 7 مارس 1926) هو لاعب كرة قدم. يلعب مع منتخب يوغوسلافيا لكرة القدم. سبق له أن لعب في كأس العالم لكرة القدم مع منتخب بلاده.

## روابط خارجية
- ليوبيشا سبايتش على موقع قاعدة بيانات كرة القدم.إي يو (الإنجليزية)
- ليوبيشا سبايتش على موقع ناشيونال فوتبول تيمز (الإنجليزية)
- ليوبيشا سبايتش على موقع عالم كرة القدم.نت (الإنجليزية)
- ليوبيشا سبايتش على موقع أوليمبيديا (الإنجليزية)